# Prowincja An Giang
An Giang wymowaⓘ – prowincja Wietnamu, znajdująca się w południowej części kraju, w Regionie Delty Mekongu. Na północy prowincja graniczy z Kambodżą.

## Podział administracyjny
W skład prowincji An Giang wchodzi dziesięć dystryktów oraz jedno miasto.
- Miasta:

1. Long Xuyên

- Dystrykty:

1. An Phú
2. Châu Phú
3. Châu Thành
4. Chợ Mới
5. Phú Tân
6. Tân Châu
7. Thoại Sơn
8. Tịnh Biên
9. Tri Tôn